# Kimiyo Matsuzaki
Kimiyo Matsuzaki född den 18 juni 1938 i Takase i prefekturen Kagawa var en japansk före detta bordtennisspelare. I slutet av 1950-talet och i början av 1960-talet var hon en av världens bästa bordtennisspelare och hon vann sju VM-titlar. Kimiyo Matsuzaki spelade med pennskaftsfattning.
Under sin karriär tog hon tio medaljer i bordtennis-VM: sju guld, två silver och ett brons.

## Halls of Fame
- 1997 valdes hon in i ITTF:s Hall of Fame.[2]

## Meriter
- Bordtennis VM
  - 1959 i Dortmund
    - 1:a plats singel
    - 2:a plats dubbel (med Fujie Eguchi)
    - 2:a plats mixed dubbel med Teruo Murakami)
    - 1:a plats med det japanska laget

  - 1961 i Peking
    - 3:e plats singel
    - kvartsfinal dubbel
    - 1:a plats mixed dubbel med Ichiro Ogimura)
    - 1:a plats med det japanska laget

  - 1963 i Prag
    - 1:a plats singel
    - 1:a plats dubbel med Masako Seki)
    - 1:a plats med det japanska laget

- Asian Championship TTFA 
  - 1960 i Bombay
    - 1:a plats dubbel
    - 1:a plats mixed dubbel
    - 1:a plats med det japanska laget

  - 1963 i Manilla
    - 3:a plats singel
    - 2:a plats dubbel
    - 1:a plats mixed dubbel
    - 1:a plats med det japanska laget

- Asian Games
  - 1962 i Jakarta
    - 1:a plats singel
    - 3:e plats dubbel
    - 1:a plats mixed dubbel
    - 1:a plats med det japanska laget

- Nationella Japanska Mästerskapen
- 1958: 1:a plats singel
- 1959: 1:a plats singel
- 1962:  1:a plats singel